# Česká Liga Amerického Fotbalu 2019
La Česká Liga Amerického Fotbalu 2019, detta anche Paddock Liga 2019 per ragioni di sponsorizzazione, è la 26ª edizione del campionato di football americano di primo livello, organizzato dalla ČAAF.

## Squadre partecipanti
| Club                  | Città          | Stadio | Sponsor ufficiale | Risultato nella stagione 2018 |
| --------------------- | -------------- | ------ | ----------------- | ----------------------------- |
| Brno Alligators       | Brno           |        |                   |                               |
| Brno Sigrs            | Brno           |        |                   |                               |
| Ostrava Steelers      | Ostrava        |        | Aquaponik         |                               |
| Pardubice Stallions   | Pardubice      |        |                   |                               |
| Pilsen Patriots       | Plzeň          |        |                   |                               |
| Prague Lions          | Praga          |        |                   |                               |
| Ústí nad Labem Blades | Ústí nad Labem |        |                   |                               |
| Vysočina Gladiators   | Chotěboř       |        |                   |                               |

## Stagione regolare

### Calendario

#### 1ª giornata
| Žižkov 31 marzo 2019, ore 14:00 | Prague Lions | 7 – 0 (7-0 0-0 0-0 0-0) referto | Ostrava Steelers | Stadion FK Viktoria Žižkov (1400 spett.)\| Arbitro: \| Hameder \| |
| Arbitro:                        | Hameder      |                                 |                  |                                                                   |

#### 2ª giornata
| Plzeň 6 aprile 2019, ore 14:00 | Pilsen Patriots | 38 – 21 (6-7 13-7 6-0 13-7) referto | Brno Alligators | Bolevec (169 spett.)\| Arbitro: \| Kriesman \| |
| Arbitro:                       | Kriesman        |                                     |                 |                                                |

| Ústí nad Labem 7 aprile 2019, ore 15:00 | Ústí nad Labem Blades | 9 – 20 (0-6 3-0 0-8 6-6) referto | Pardubice Stallions | Olšinky (625 spett.)\| Arbitro: \| Rybář \| |
| Arbitro:                                | Rybář                 |                                  |                     |                                             |

#### 3ª giornata
| Plzeň 13 aprile 2019, ore 14:00 | Pilsen Patriots | 21 – 48 (6-21 8-7 0-6 7-14) referto | Prague Lions | Bolevec (117 spett.)\| Arbitro: \| Pachulski \| |
| Arbitro:                        | Pachulski       |                                     |              |                                                 |

| Brno 13 aprile 2019, ore 14:00 | Brno Alligators | 12 – 39 (6-13 0-20 6-0 0-6) referto | Pardubice Stallions | Sportovní areá Ondreje Sekory (110 spett.)\| Arbitro: \| Gazdík \| |
| Arbitro:                       | Gazdík          |                                     |                     |                                                                    |

| Brno 14 aprile 2019, ore 14:00 | Brno Sigrs | 49 – 50 (14-0 21-14 6-14 8-22) referto | Vysočina Gladiators | Sportovní areá Ondreje Sekory (285 spett.)\| Arbitro: \| Rybář \| |
| Arbitro:                       | Rybář      |                                        |                     |                                                                   |

| Ostrava 14 aprile 2019, ore 15:00 | Ostrava Steelers | 20 – 6 (7-0 0-3 0-3 13-0) referto | Ústí nad Labem Blades | Poruba (317 spett.)\| Arbitro: \| Hameder \| |
| Arbitro:                          | Hameder          |                                   |                       |                                              |

#### 4ª giornata
| Brno 20 aprile 2019, ore 14:00 | Brno Alligators | 28 – 42 (7-7 7-14 0-7 14-14) referto | Prague Lions | Sportovní areá Ondreje Sekory (280 spett.)\| Arbitro: \| Gazdík \| |
| Arbitro:                       | Gazdík          |                                      |              |                                                                    |

| Brno 21 aprile 2019, ore 14:00 | Brno Sigrs | 48 – 47 (13-14 7-6 6-14 22-13) referto | Pardubice Stallions | Sportovní areá Ondreje Sekory (273 spett.)\| Arbitro: \| Frehar \| |
| Arbitro:                       | Frehar     |                                        |                     |                                                                    |

| Ústí nad Labem 21 aprile 2019, ore 15:00 | Ústí nad Labem Blades | 33 – 30 (2-6 10-0 14-8 7-16) referto | Pilsen Patriots | Olšinky (520 spett.)\| Arbitro: \| Pachulski \| |
| Arbitro:                                 | Pachulski             |                                      |                 |                                                 |

| Jihlava 21 aprile 2019, ore 16:00 | Vysočina Gladiators | 53 – 48 (27-7 6-7 14-14 6-20) referto | Ostrava Steelers | Na Stoupách (738 spett.)\| Arbitro: \| Šimon \| |
| Arbitro:                          | Šimon               |                                       |                  |                                                 |

#### 5ª giornata
| Jihlava 27 aprile 2019, ore 12:05 | Vysočina Gladiators | 43 – 7 (17-0 14-0 0-7 12-0) referto | Brno Alligators | Na Stoupách (658 spett.)\| Arbitro: \| Kriesman \| |
| Arbitro:                          | Kriesman            |                                     |                 |                                                    |

| Praga 28 aprile 2019, ore 14:00 | Prague Lions | 55 – 21 (7-0 7-0 21-14 20-7) referto | Brno Sigrs | Hostivař (245 spett.)\| Arbitro: \| Šimon \| |
| Arbitro:                        | Šimon        |                                      |            |                                              |

| Pardubice 28 aprile 2019, ore 15:00 | Pardubice Stallions | 38 – 14 (13-0 8-14 10-0 7-0) referto | Ústí nad Labem Blades | Letní stadion (300 spett.)\| Arbitro: \| Gazdík \| |
| Arbitro:                            | Gazdík              |                                      |                       |                                                    |

#### 6ª giornata
| Brno 3 maggio 2019, ore 17:00 | Brno Alligators | 22 – 35 (3-14 6-14 6-0 7-7) referto | Brno Sigrs | Sportovní areá Ondreje Sekory (540 spett.)\| Arbitro: \| Hameder \| |
| Arbitro:                      | Hameder         |                                     |            |                                                                     |

| Ústí nad Labem 5 maggio 2019, ore 15:00 | Ústí nad Labem Blades | 0 – 31 (0-7 0-3 0-7 0-14) referto | Prague Lions | Olšinky (317 spett.)\| Arbitro: \| Pachulski \| |
| Arbitro:                                | Pachulski             |                                   |              |                                                 |

| Jihlava 5 maggio 2019, ore 16:00 | Vysočina Gladiators | 45 – 37 (23-14 7-3 0-7 15-13) referto | Pilsen Patriots | Na Stoupách (520 spett.)\| Arbitro: \| Hameder \| |
| Arbitro:                         | Hameder             |                                       |                 |                                                   |

#### 7ª giornata
| Plzeň 11 maggio 2019, ore 14:00 | Pilsen Patriots | 23 – 22 (0-7 7-0 0-0 16-15) referto | Pardubice Stallions | Bolevec (120 spett.)\| Arbitro: \| Šimon \| |
| Arbitro:                        | Šimon           |                                     |                     |                                             |

| Ostrava 12 maggio 2019, ore 15:00 | Ostrava Steelers | 16 – 0 (10-0 0-0 0-0 6-0) referto | Brno Sigrs | Poruba (138 spett.)\| Arbitro: \| Gazdík \| |
| Arbitro:                          | Gazdík           |                                   |            |                                             |

#### 8ª giornata
| Brno 18 maggio 2019, ore 15:00 | Brno Sigrs | 41 – 0 (7-0 14-0 7-0 13-0) referto | Ústí nad Labem Blades | Sportovní areá Ondreje Sekory (187 spett.)\| Arbitro: \| Hameder \| |
| Arbitro:                       | Hameder    |                                    |                       |                                                                     |

| Jihlava 18 maggio 2019, ore 16:00 | Vysočina Gladiators | 13 – 48 (0-7 7-20 6-7 0-14) referto | Prague Lions | Na Stoupách (1053 spett.)\| Arbitro: \| Gazdík \| |
| Arbitro:                          | Gazdík              |                                     |              |                                                   |

| Brno 19 maggio 2019, ore 14:00 | Brno Alligators | 0 – 49 (0-0 0-20 0-22 0-7) referto | Ostrava Steelers | Sportovní areá Ondreje Sekory (189 spett.)\| Arbitro: \| Kriesman \| |
| Arbitro:                       | Kriesman        |                                    |                  |                                                                      |

| Pardubice 19 maggio 2019, ore 15:00 | Pardubice Stallions | 44 – 18 (14-0 0-12 21-6 9-0) referto | Pilsen Patriots | Letní stadion (190 spett.)\| Arbitro: \| Šimon \| |
| Arbitro:                            | Šimon               |                                      |                 |                                                   |

#### 9ª giornata
| Pardubice 26 maggio 2019, ore 15:00 | Pardubice Stallions | 19 – 42 (0-7 7-7 6-7 6-21) referto | Ostrava Steelers | Letní stadion (185 spett.)\| Arbitro: \| Rybář \| |
| Arbitro:                            | Rybář               |                                    |                  |                                                   |

| Ústí nad Labem 26 maggio 2019, ore 15:00 | Ústí nad Labem Blades | 30 – 0 (7-0 6-0 10-0 7-0) referto | Brno Alligators | Stadio Městský (742 spett.)\| Arbitro: \| Pachulski \| |
| Arbitro:                                 | Pachulski             |                                   |                 |                                                        |

| Jihlava 26 maggio 2019, ore 16:00 | Vysočina Gladiators | 33 – 35 (14-7 13-6 0-6 0-8 6-8) referto | Brno Sigrs | Na Stoupách (533 spett.)\| Arbitro: \| Gazdík \| |
| Arbitro:                          | Gazdík              |                                         |            |                                                  |

#### 10ª giornata
| Praga 1º giugno 2019, ore 14:00 | Prague Lions | 58 – 8 (23-0 21-0 7-0 7-8) referto | Pilsen Patriots | Hostivař (389 spett.)\| Arbitro: \| Hameder \| |
| Arbitro:                        | Hameder      |                                    |                 |                                                |

| Ostrava 2 giugno 2019, ore 15:00 | Ostrava Steelers | 49 – 0 (10-0 17-0 8-0 14-0) referto | Vysočina Gladiators | Poruba (535 spett.)\| Arbitro: \| Kriesman \| |
| Arbitro:                         | Kriesman         |                                     |                     |                                               |

#### 11ª giornata
| Plzeň 8 giugno 2019, ore 14:00 | Pilsen Patriots | 26 – 11 (6-0 13-0 0-8 7-3) referto | Brno Sigrs | Bolevec (87 spett.)\| Arbitro: \| Rybář \| |
| Arbitro:                       | Rybář           |                                    |            |                                            |

| Praga 8 giugno 2019, ore 14:00 | Prague Lions | 35 – 34 (0-14 21-7 7-7 7-6) referto | Pardubice Stallions | Hostivař (185 spett.)\| Arbitro: \| Gazdík \| |
| Arbitro:                       | Gazdík       |                                     |                     |                                               |

| Ostrava 9 giugno 2019, ore 15:00 | Ostrava Steelers | 56 – 14 (7-6 21-8 21-0 7-0) referto | Brno Alligators | Poruba (250 spett.)\| Arbitro: \| Gazdík \| |
| Arbitro:                         | Gazdík           |                                     |                 |                                             |

| Ústí nad Labem 9 giugno 2019, ore 15:00 | Ústí nad Labem Blades | 9 – 22 (0-0 0-3 3-12 6-7) referto | Vysočina Gladiators | Olšinky (386 spett.)\| Arbitro: \| Kriesman \| |
| Arbitro:                                | Kriesman              |                                   |                     |                                                |

#### 12ª giornata
| Plzeň 15 giugno 2019, ore 14:00 | Pilsen Patriots | 40 – 28 (6-7 13-14 14-7 7-0) referto | Ústí nad Labem Blades | Bolevec (72 spett.)\| Arbitro: \| Kriesman \| |
| Arbitro:                        | Kriesman        |                                      |                       |                                               |

| Brno 15 giugno 2019, ore 15:00 | Brno Sigrs | 20 – 49 (7-14 0-7 6-21 7-7) referto | Ostrava Steelers | Sportovní areá Ondreje Sekory (248 spett.)\| Arbitro: \| Frehar \| |
| Arbitro:                       | Frehar     |                                     |                  |                                                                    |

| Pardubice 16 giugno 2019, ore 15:00 | Pardubice Stallions | 56 – 52 (7-0 28-17 0-21 21-14) referto | Prague Lions | Letní stadion (230 spett.)\| Arbitro: \| Pachulski \| |
| Arbitro:                            | Pachulski           |                                        |              |                                                       |

| Brno 16 giugno 2019, ore 16:00 | Brno Alligators | 25 – 28 (0-7 13-14 6-0 6-7) referto | Vysočina Gladiators | Sportovní areá Ondreje Sekory (217 spett.)\| Arbitro: \| Frehar \| |
| Arbitro:                       | Frehar          |                                     |                     |                                                                    |

#### 13ª giornata
| Praga 22 giugno 2019, ore 14:00 | Prague Lions | 45 – 17 (3-10 21-0 7-7 14-0) referto | Ústí nad Labem Blades | Hostivař (195 spett.)\| Arbitro: \| Šimon \| |
| Arbitro:                        | Šimon        |                                      |                       |                                              |

| Brno 22 giugno 2019, ore 17:00 | Brno Sigrs | 34 – 22 (6-7 21-7 0-0 6-8) referto | Brno Alligators | Sportovní areá Ondreje Sekory (453 spett.)\| Arbitro: \| Gazdík \| |
| Arbitro:                       | Gazdík     |                                    |                 |                                                                    |

| Ostrava 23 giugno 2019, ore 13:00 | Ostrava Steelers | 42 – 12 (7-0 28-6 7-0 0-6) referto | Pilsen Patriots | Poruba (231 spett.)\| Arbitro: \| Frehar \| |
| Arbitro:                          | Frehar           |                                    |                 |                                             |

| Pardubice 23 giugno 2019, ore 15:00 | Pardubice Stallions | 28 – 49 (14-7 7-14 7-14 0-14) referto | Vysočina Gladiators | Letní stadion (320 spett.)\| Arbitro: \| Gazdík \| |
| Arbitro:                            | Gazdík              |                                       |                     |                                                    |

### Classifiche
Le classifiche della regular season sono le seguenti:
- PCT = percentuale di vittorie, G = partite giocate, V = partite vinte,  P = partite perse, PF = punti fatti, PS = punti subiti

#### Girone Ovest
| Pos. | Squadra               | PCT  | G  | V | N | P | PF  | PS  |
| ---- | --------------------- | ---- | -- | - | - | - | --- | --- |
| 1    | Prague Lions          | .900 | 10 | 9 | 0 | 1 | 421 | 198 |
| 2    | Pardubice Stallions   | .500 | 10 | 5 | 0 | 5 | 347 | 302 |
| 4    | Pilsen Patriots       | .400 | 10 | 4 | 0 | 6 | 253 | 352 |
| 3    | Ústí nad Labem Blades | .200 | 10 | 2 | 0 | 8 | 146 | 287 |

#### Girone Est
| Pos. | Squadra             | PCT  | G  | V | N | P  | PF  | PS  |
| ---- | ------------------- | ---- | -- | - | - | -- | --- | --- |
| 1    | Ostrava Steelers    | .800 | 10 | 8 | 0 | 2  | 371 | 131 |
| 2    | Vysočina Gladiators | .700 | 10 | 7 | 0 | 3  | 336 | 335 |
| 3    | Brno Sigrs          | .500 | 10 | 5 | 0 | 5  | 294 | 320 |
| 4    | Brno Alligators     | .000 | 10 | 0 | 0 | 10 | 151 | 394 |

## Playoff

### Tabellone
|  | Semifinali | Semifinali          | Semifinali |                  |    | XXVI Czech Bowl | XXVI Czech Bowl | XXVI Czech Bowl |  |
|  |            |                     |            |                  |    |                 |                 |                 |  |
|  | 1O         | Prague Lions        | 42         |                  |    |                 |                 |                 |  |
|  | 1O         | Prague Lions        | 42         |                  |    |                 |                 |                 |  |
|  | 2E         | Vysočina Gladiators | 20         |                  |    |                 |                 |                 |  |
|  | 2E         | Vysočina Gladiators | 20         |                  | 1O | Prague Lions    | 29              |                 |  |
|  |            |                     |            |                  | 1O | Prague Lions    | 29              |                 |  |
|  |            |                     | 1E         | Ostrava Steelers | 23 |                 |                 |                 |  |
|  | 1E         | Ostrava Steelers    | 1E         | Ostrava Steelers | 23 | 35              |                 |                 |  |
|  | 1E         | Ostrava Steelers    |            |                  |    |                 |                 |                 |  |
|  | 2O         | Pardubice Stallions | 15         |                  |    |                 |                 |                 |  |

### Semifinali
| Praga 5 luglio 2019, ore 17:00 | Prague Lions | 42 – 20 (7-0 7-7 14-7 14-6) referto | Vysočina Gladiators | Hostivař (980 spett.)\| Arbitro: \| Hameder \| |
| Arbitro:                       | Hameder      |                                     |                     |                                                |

| Ostrava 6 luglio 2019, ore 15:00 | Ostrava Steelers | 35 – 15 (13-8 3-0 6-0 13-7) referto | Pardubice Stallions | Mariánské Hory (732 spett.)\| Arbitro: \| Šimon \| |
| Arbitro:                         | Šimon            |                                     |                     |                                                    |

### XXVI Czech Bowl
| Vítkovice 20 luglio 2019, ore 18:30 | Prague Lions | 29 – 23 (7-7 7-7 7-0 8-9) referto | Ostrava Steelers | (2200 spett.)\| Arbitro: \| Hameder \| |
| Arbitro:                            | Hameder      |                                   |                  |                                        |

## Verdetti
- Prague Lions Campioni della Repubblica Ceca 2019

## Marcatori
| Giocatore    | Sq.                 | TD rush | TD recv | TD int | TD p.ret | TD k.ret | TD oth | Xp1  | Xp2 | FG  | Saf | Totale |
| ------------ | ------------------- | ------- | ------- | ------ | -------- | -------- | ------ | ---- | --- | --- | --- | ------ |
| Clark        | Brno Sigrs          | 10      | 2       | 2      | 0        | 1        | 1      | 0    | 3   | 0   | 0   | 102    |
| Stevens      | Prague Lions        | 0+0     | 14+3    | 0+0    | 0+0      | 0+0      | 0+0    | 0+0  | 0+0 | 0+0 | 0+0 | 102    |
| Šimečka      | Ostrava Steelers    | 0+0     | 7+1     | 0+0    | 0+0      | 0+0      | 0+0    | 30+5 | 0+0 | 3+1 | 0+0 | 95     |
| Kadlec       | Prague Lions        | 0+0     | 3+0     | 0+0    | 0+0      | 0+0      | 0+0    | 52+9 | 0+1 | 3+0 | 0+0 | 90     |
| Dvorský      | Ostrava Steelers    | 11+1    | 1+0     | 0+0    | 0+0      | 0+0      | 0+0    | 0+0  | 0+0 | 0+0 | 0+0 | 78     |
| 3 giocatori  | 72                  |         |         |        |          |          |        |      |     |     |     |        |
| Petřík       | Pardubice Stallions | 0       | 5       | 0      | 0        | 0        | 0      | 34   | 0   | 1   | 0   | 67     |
| Purdie       | Vysočina Gladiators | 0       | 11      | 0      | 0        | 0        | 0      | 0    | 0   | 0   | 0   | 66     |
| 2 giocatori  | 60                  |         |         |        |          |          |        |      |     |     |     |        |
| Horáček      | Pardubice Stallions | 0+0     | 9       | 0+0    | 0+0      | 0+0      | 0+0    | 0+1  | 0+0 | 0+0 | 0+0 | 55     |
| Webster      | Ostrava Steelers    | 6+3     | 0+0     | 0+0    | 0+0      | 0+0      | 0+0    | 0+0  | 0+0 | 0+0 | 0+0 | 54     |
| Rada         | Pilsen Patriots     | 0       | 8       | 0      | 0        | 0        | 0      | 0    | 2   | 0   | 0   | 52     |
| 2 giocatori  | 50                  |         |         |        |          |          |        |      |     |     |     |        |
| Ratliff      | Pilsen Patriots     | 2       | 4       | 2      | 0        | 0        | 0      | 0    | 0   | 0   | 0   | 48     |
| 4 giocatori  | 44                  |         |         |        |          |          |        |      |     |     |     |        |
| 2 giocatori  | 42                  |         |         |        |          |          |        |      |     |     |     |        |
| 2 giocatori  | 38                  |         |         |        |          |          |        |      |     |     |     |        |
| 2 giocatori  | 36                  |         |         |        |          |          |        |      |     |     |     |        |
| Dudek        | Ostrava Steelers    | 0+0     | 3+2     | 0+0    | 0+0      | 0+0      | 0+0    | 0+0  | 1+0 | 0+0 | 0+0 | 32     |
| 2 giocatori  | 30                  |         |         |        |          |          |        |      |     |     |     |        |
| 5 giocatori  | 24                  |         |         |        |          |          |        |      |     |     |     |        |
| Catapano     | Pardubice Stallions | 2       | 1       | 0      | 0        | 0        | 0      | 0    | 2   | 0   | 0   | 22     |
| 5 giocatori  | 20                  |         |         |        |          |          |        |      |     |     |     |        |
| Vojtěchovský | Pilsen Patriots     | 0       | 2       | 0      | 0        | 0        | 0      | 7    | 0   | 0   | 0   | 19     |
| 6 giocatori  | 18                  |         |         |        |          |          |        |      |     |     |     |        |
| Nestr        | Brno Alligators     | 0       | 0       | 0      | 0        | 0        | 0      | 12   | 0   | 1   | 0   | 15     |
| Hlaušek      | Ostrava Steelers    | 0       | 0       | 0      | 0        | 0        | 0      | 14   | 0   | 0   | 0   | 14     |
| 9 giocatori  | 12                  |         |         |        |          |          |        |      |     |     |     |        |
| Hrůza        | Brno Sigrs          | 0       | 0       | 0      | 0        | 0        | 0      | 11   | 0   | 0   | 0   | 11     |
| Babák        | Pilsen Patriots     | 0       | 0       | 0      | 0        | 0        | 0      | 5    | 1   | 1   | 0   | 10     |
| Coffman      | Brno Sigrs          | 0       | 0       | 0      | 0        | 0        | 0      | 6    | 0   | 1   | 0   | 9      |
| 2 giocatori  | 8                   |         |         |        |          |          |        |      |     |     |     |        |
| 27 giocatori | 6                   |         |         |        |          |          |        |      |     |     |     |        |
| Team         | Pardubice Stallions | 0+0     | 0+0     | 0+0    | 0+0      | 0+0      | 0+0    | 0+0  | 0+0 | 0+0 | 1+1 | 4      |
| 2 giocatori  | 2                   |         |         |        |          |          |        |      |     |     |     |        |
| Šisl         | Prague Lions        | 0       | 0       | 0      | 0        | 0        | 0      | 1    | 0   | 0   | 0   | 1      |

- Miglior marcatore della stagione regolare: Clark ( Brno Sigrs), 102
- Miglior marcatore dei playoff: Stevens ( Prague Lions), Webster ( Ostrava Steelers) e Hayes ( Prague Lions),  18
- Miglior marcatore della stagione: Clark ( Brno Sigrs) e Stevens ( Prague Lions), 102

## Passer rating
La classifica tiene in considerazione soltanto i quarterback con almeno 10 lanci effettuati.
| Giocatore  | Sq.                   | G    | Att    | Comp   | Int  | Yds      | TD   | NFL    | NCAA          |
| ---------- | --------------------- | ---- | ------ | ------ | ---- | -------- | ---- | ------ | ------------- |
| Webster    | Ostrava Steelers      | 7+2  | 153+64 | 93+40  | 2+1  | 1431+453 | 20+4 | 120,44 | 167,95        |
| Hayes      | Prague Lions          | 10+2 | 341+80 | 206+59 | 7+0  | 3050+680 | 39+4 | 118,57 | 167,75 161,65 |
| Catapano   | Pardubice Stallions   | 10+1 | 335+42 | 194+20 | 12+0 | 2906+185 | 38+2 | 105,65 | 154,28        |
| Langford   | Vysočina Gladiators   | 10+1 | 335+40 | 198+20 | 4+0  | 2691+263 | 33+1 | 109,13 | 152,09        |
| Pahos      | Pilsen Patriots       | 6    | 172    | 99     | 5    | 1238     | 12   | 91,18  | 135,23        |
| Coffman    | Brno Sigrs            | 3    | 51     | 24     | 4    | 508      | 3    | 69,73  | 134,45        |
| Bailey     | Prague Lions          | 3    | 11     | 6      | 0    | 51       | 1    | 97,16  | 123,49        |
| Adorno     | Pilsen Patriots       | 3    | 96     | 53     | 6    | 661      | 6    | 71,57  | 121,17        |
| Geisler    | Brno Sigrs            | 7    | 211    | 94     | 5    | 1294     | 16   | 80,16  | 116,35        |
| Palazzolo  | Ostrava Steelers      | 2    | 75     | 40     | 4    | 479      | 4    | 68,69  | 113,91        |
| Fortelný   | Brno Alligators       | 10   | 348    | 200    | 21   | 1985     | 16   | 63,92  | 108,49        |
| Kosniovský | Ostrava Steelers      | 4+1  | 41+4   | 14+2   | 1+0  | 133+19   | 2+0  | 51,34  | 74,15         |
| Lewis      | Pilsen Patriots       | 4    | 49     | 21     | 2    | 152      | 1    | 40,52  | 67,49         |
| Mráz       | Ústí nad Labem Blades | 10   | 228    | 80     | 17   | 1085     | 4    | 25,93  | 65,94         |

- Miglior QB della stagione regolare: Webster ( Ostrava Steelers), 179,87
- Miglior QB dei playoff: Hayes ( Prague Lions), 161,65
- Miglior QB della stagione: Webster ( Ostrava Steelers), 167,95